# Sứ mệnh Tizard
Sứ mệnh Tizard (Tizard Mission)  là một sứ mệnh theo đó một phái đoàn gồm các nhà khoa học chủ chốt của Anh được cử sang Mỹ trong thời gian chiến tranh thế giới 2 để giúp Mỹ tăng cường khả năng nghiên cứu khoa học và công nghệ quân sự bằng cách chia sẻ các thành tựu mà Anh đã đạt được cho đến trước chiến tranh thế giới 2. Chương trình được đặt tên Tizard theo tên nhà khoa học Henry Tizard, người sáng lập chương trình. Tizard là nhà khoa học người Anh và là chủ tịch của Ủy ban nghiên cứu hàng không (Aeronautical Research Committee), cũng là cơ quan đã phát triển radar.
Phái đoàn đã tới Hoa Kỳ vào tháng 9 năm 1940 trong thời điểm diễn ra trận không chiến nước Anh. Các nhà khoa học Anh dự định sẽ chuyển giao một số thành tựu khoa học công nghệ cho người Mỹ để đảm bảo Mỹ duy trì sự hỗ trợ cho Anh trong chiến tranh thế giới 2.

## Mục tiêu
Mục tiêu của sứ mệnh Tizard là hợp tác khoa học và kỹ thuật với Mỹ, quốc gia hiện trung lập và không muốn tham gia vào cuộc chiến tranh đang diễn ra. Mỹ có nhiều nguồn lực hơn để phát triển và sản xuất, mà Anh rất muốn sử dụng nguồn lực này. Các công nghệ được chia sẻ có cả công nghệ radar (đặc biệt là những cải tiến về magnetron đã mang lại bước tiến lớn trong công nghệ radar mà nhà sử học người Mỹ James Phinney Baxter III sau này gọi là "thứ hàng hóa có giá trị nhất từng được đưa đến bờ biển của chúng ta"), cùng với thiết kế ngòi nổ cận đích, chi tiết động cơ phản lực của Frank Whittle và biên bản ghi nhớ Frisch–Peierls mô tả tính khả thi của bom nguyên tử. Nhiều công nghệ khác như thiết kế rocket, bộ tăng áp, kính ngắm trên máy bay tiêm kích, thiết bị phát hiện tàu ngầm, thùng chứa nhiên liệu tự hàn kín và chất nổ dẻo.
Tizard đã gặp Vannevar Bush, chủ tịch Ủy ban nghiên cứu quốc phòng (National Defense Research Committee), vào ngày 31 tháng 8 năm 1940 và sắp xếp các buổi họp với từng bộ phận nghiên cứu của Ủy ban nghiên cứu quốc phòng. Tại cuộc họp do Dr Alfred Loomis chủ trì tại khác sạn Wardman Park diễn ra vào ngày 19/9/1940, người Anh đã chia sẻ chi tiết về radar cảnh báo sớm Chain Home. Nhưng phái đoàn Anh về sau nhận thấy nó gần như giống hệt với radar CXAM sóng dài của Hải quân Mỹ.
Hải quân Mỹ đã chế tạo thành công một radar thử nghiệm bước sóng 10 cm nhưng phải thừa nhận rằng nó không đủ công suất phát và nghiên cứu radar đang đi vào ngõ cụt. Vì thế hai nhà khoa học Bowen và Cockcroft đã chia sẻ công nghệ magnetron, với công suất đáng kinh ngạc khoảng 10 kilowatt ở khoảng cách 10 cm. Magnetron giúp chế tạo radar có kích thước nhỏ hơn đủ để lắp lên các máy bay tiêm kích bay đêm, giúp các máy bay có thể xác định được các tàu ngầm U-boat đang nổi trên mặt biển, và hỗ trợ điều hướng cho máy bay ném bom. Nó được coi là một nhân tố quan trọng góp phần tạo nên chiến thắng của quân Đồng minh trong Chiến tranh thế giới thứ hai.
Đổi lại, người Anh muốn Mỹ hỗ trợ máy ngắm ném bom Norden. Tuy nhiên, tổng thống Roosevelt đã từ chối yêu cầu của người Anh, và chỉ đồng ý cung cấp cho Anh nếu như Đức có công nghệ máy ngắm ném bom tương tự (Sau này người Đức phát triển máy ngắm Lotfernrohr 7 tương tự như Norden, nhưng vận hành đơn giản và dễ bảo trì hơn nhiều).
Phòng thí nghiệm Bell được giao nhiệm vụ chế tạo magnetron, và sản xuất được loạt 30 chiếc đầu tiên vào tháng 10 năm 1940, tổng cộng đã có hơn một triệu chiếc được sản xuất cho đến hết chiến tranh.
Phái đoàn các nhà khoa học Anh cũng thảo luận với các nhà khoa học Mỹ về động cơ phản lực. Những phát triển động cơ phản lực của Whittle đã vượt xa so với động cơ tương tự do NACA phát triển. Tháng 7 năm 1941 Vannevar Bush viết thư cho Tướng "Hap" Arnold, chỉ huy của USAAF. Qua đó ông khuyến nghị rằng nên sản xuất động cơ của Anh tại Hoa Kỳ. General Electric được chọn là công ty sản xuất phiên bản động cơ phản lực Whittle, có tên gọi General Electric I-A, kế tiếp là động cơ General Electric J31.

## Kết quả
Sứ mệnh Tizard gặt hái được nhiều thành công, đặc biệt là trong lĩnh vực radar.
Mặc dù các trận ném bom của Đức vào Vương quốc Anh hầu như đã kết thúc vào thời điểm các hệ thống radar mới được sản xuất, nhưng công nghệ như radar máy bay và điều hướng LORAN đã hỗ trợ rất nhiều cho quân Đồng minh ở mặt trận châu Âu và Thái Bình Dương.